# Чесноковка (верхний приток Сургута)
Чесноковка — река в Сергиевском районе Самарской области России.
Устье реки находится в 17 км по левому берегу реки Сургут, около села Калиновка. Истоки — к югу от села  Карабаевка. Длина реки составляет 15 км, площадь водосбора 53,8 км².

## Данные водного реестра
По данным государственного водного реестра России относится к Нижневолжскому бассейновому округу, водохозяйственный участок реки — Сок от истока и до устья, речной подбассейн реки — подбассейн отсутствует. Речной бассейн реки — Волга от верховий Куйбышевского вдхр. до впадения в Каспий.
Код объекта в государственном водном реестре — 11010000612112100005884.